# East Village

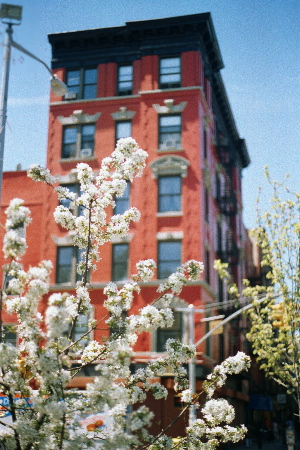
Un immeuble de l'Avenue A, vu de Tompkins Square Park

East Village est un quartier de l'arrondissement de Manhattan à New York. 

## Situation et accès
Il est approximativement délimité par la 14e rue au nord, par l'East River à l'est, Houston Street au sud et la 3e Avenue à l'ouest. Il est situé à l'est de Greenwich Village, d'où son nom. 
Ce découpage est incertain, certains considèrent qu'il ne s'agit que d'une partie du Lower East Side (la partie sud-est de Manhattan), ce qui est en accord avec la présence de l'Avenue C aussi appelée Avenue Loisaida, soit une version hispanisante et phonétique de « Lower East Side ». En fait, cette dénomination provient essentiellement d'une campagne de communication menée par des promoteurs immobiliers dans les années 1980, soucieux de valoriser cette zone. Le Lower East Side avait en effet la réputation d'être un quartier pauvre et mal famé. D'autre part, le nom d'East Village rappelait agréablement celui de son voisin, Greenwich Village, dont l'attractivité n'était plus à démontrer.

## Origine du nom
Le nom « East Village » vient de sa position géographique à l'est de Greenwich Village.

## Historique
Une partie du quartier s'appelait autrefois Alphabet City (la ville alphabet), à cause des quatre avenues A, B, C, D qui la sillonnent. Ce sont de fait les seules avenues de Manhattan à porter ce type de nom formé d'une seule lettre. C'était autrefois un coupe-gorge, avant de devenir un quartier bohème, plutôt occupé par des étudiants, des artistes… Depuis la fin des années 1990, la population a de nouveau changé de style, plus chic et avec davantage de moyens financiers.
Le fonds de pension Westbrook, spécialisé dans la vente à la découpe, a investi dans le quartier, suscitant une opposition de certains habitants et faisant monter les prix de l'immobilier,,.

## Dicton
Dicton de l'East Village (qui aujourd'hui n'a plus lieu d'être) :
| « | Avenue A, you're Alright Avenue B, you're Brave Avenue C, you're Crazy Avenue D, you're Dead. » |  | « | Avenue A, tout va bien Avenue B, vous êtes courageux Avenue C, vous êtes fou Avenue D, vous êtes mort. » |

## Hauts lieux de l'East Village
Lieux culturels :
- Saint Mark's Church
- Performance Space 122

Lieux touristiques :

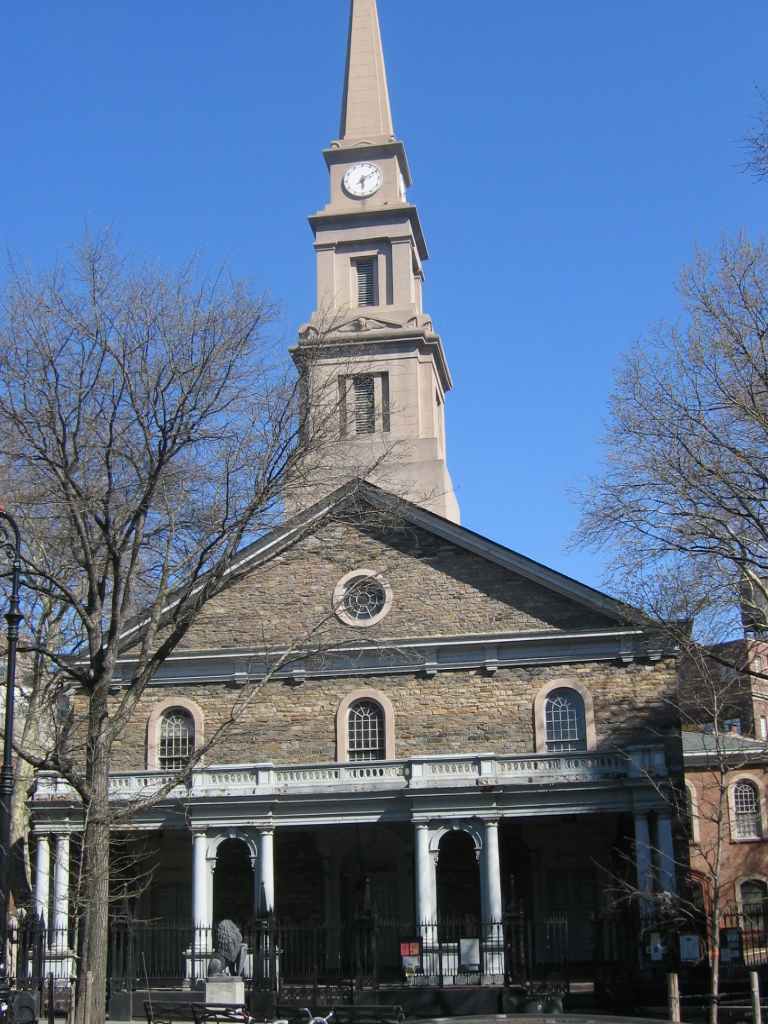
Église Saint-Mark-in-the-Bowery.

- Alphabet City et ses jardins communautaires[4]
- Tompkins Square Park, le poumon vert de l'East Village
- Union Square, la place des débats publics
- 8e rue
- East River sidewalk, la promenade de long de l'East River et sa vue sur la skyline de Midtown

Lieux liés à des personnalités :
- 338 East 6th Street : à cette adresse ont habité dans les années 1960-70 des militantes des mouvements LGBT (Ellen Broidy et sa compagne Linda Rhodes) et du féminisme radical (Rita Mae Brown)[5].
- Le photographe Saul Leiter vécut au 111 East 10th Street de 1952 à sa mort en 2013. Une plaque commémorative à son nom a été placée sur la façade en 2024[4].